# 王宇 (海军少将)
王宇（？—），男，中共党员，现任湖南省军区司令员、2023年4月一2025年1月任湖南省委常委。海軍少將。

## 生平
2015年，任海军北海舰队副参谋长。2016年，任海军潜艇学院院长。2019年，任东部战区海军参谋长。2023年1月，任湖南省军区司令员。2023年4月，兼任中共湖南省委委员、常委。
曾担任中俄“海上联合-2022”联合军事演习中方执行导演。
2016年，晋升少将军衔。